# يوحنا الأول

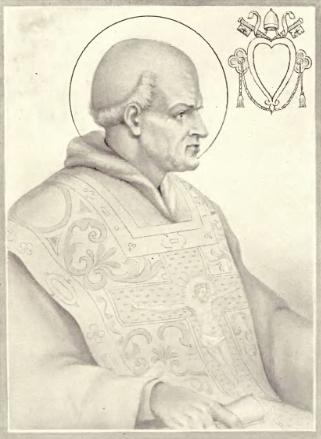
البابا يوحنا الأول

البابا القديس يوحنا الأول (باللاتينية: Ioannes I) ـ (ولد حوالي سنة 470 م وتوفي في 18 مايو 526) هو بابا الكنيسة الكاثوليكية بين عامي 523 و526. ترجع أصوله إلى سيينا قرب كيوسدينو. وهو أول بابا أخبرنا التاريخ أنه زار القسطنطينية أثناء حبريته.
كان البابا يوحنا الأول ضعيف الشخصية. أجبره الملك الآريوسي ثيودوريك العظيم ملك القوط الشرقيين على السفر إلى القسطنطينية بصحبة وفد من رجال الكنيسة والعلمانيين للتوسط لدى الإمبراطور جستين الأول لتخفيف شروط مرسومه المجحف بالآريوسيين الذي أصدره عام 523. وقد هدد ثيودوريك البابا ـ في حال فشله في مهمته ـ بأنه سوف ينتقم من الكاثوليك المؤمنين في الغرب.
وقد استقبل الإمبراطور البابا استقبالًا يليق بمنزلته الروحية ووعده بتنفيذ كل ما طلب، باستثناء إعادة من تحولوا من الآريوسية إلى الكاثوليكية إلى عقيدتهم الأصلية. ورغم نجاح البابا يوحنا في مهمته، إلا أنه ـ لدى عودته إلى رافينا (عاصمة ثيودوريك) ـ لقي معاملة سيئة من ثيودوريك، الذي اتهمه بالتآمر مع الإمبراطور جستين وسجنه في رافينا، حيث مات متأثرًا بالإهمال وسوء المعاملة، وقد نُقل جثمانه لاحقًا إلى روما ودُفن في كاتدرائية القديس بطرس.
ينسب كتاب الأحبار (باللاتينية: Liber Pontificalis) إلى يوحنا الأول قيامه بإصلاحات في قبر الشهيدين نيريوس وأكيليوس في «فيا أردياتينا»، وقبر الشهيدين القديسين فيلكس وأدوكتوس، وقبر القديسة بريسيلا.
يُصور البابا يوحنا الأول في الصور التي تمثله ناظرًا من خلال قضبان سجن، أو مسجونًا مع اثنين من الشمامسة. ويُحتفل بعيده سنويًا في ذكرى وفاته في 18 مايو.